# Mariah Nagur
Mariah Nagur is een bestuurslaag in het regentschap Serdang Bedagai van de provincie Noord-Sumatra, Indonesië. Mariah Nagur telt 1252 inwoners (volkstelling 2010).